# 序嵌入
在序理论中，序嵌入是特殊种类的单调函数，它提供了一种方式来包括一个偏序集合到另一个中。类似伽罗瓦连接，序嵌入构造了一个严格弱于序同构的概念。

## 形式定义
形式上说，给定两个偏序集合 (S, ≤) 和 (T, <=)，一个函数 f: S → T 是序嵌入的，如果 f 是序保持和序反射的，就是说对于所有 S 中的 x 和 y 有
x ≤ y 当且仅当 f(x) <= f(y)
注意这样一个函数必然是单射的，因为 f(x) = f(y) 蕴涵 x ≤ y 且 y ≤ x。如果在两个偏序集合 S 和 T 之间存在一个序嵌入，可以称 S 能被嵌入到 T 中。